# Metacapnodium juniperi
Metacapnodium juniperi är en svampart som först beskrevs av W. Phillips & Plowr., och fick sitt nu gällande namn av Speg. 1918. Metacapnodium juniperi ingår i släktet Metacapnodium och familjen Metacapnodiaceae.  Arten är reproducerande i Sverige. Inga underarter finns listade i Catalogue of Life.